# 飛行教導群F-15墜落事故
飛行教導群F-15墜落事故（ひこうきょうどうぐんF-15ついらくじこ）は、2022年（令和4年）1月31日に石川県小松市沖で発生した航空自衛隊の戦闘機墜落事故。
訓練に向かう予定で航空自衛隊小松基地を離陸した飛行教導群（いわゆるアグレッサー部隊）所属のF-15DJ戦闘機が離陸後まもなく墜落し、搭乗員2名が殉職した。調査の結果、パイロットが空間識失調に陥り墜落したものと推定され、機体に異常はなかったとする報告書が発表された。

## 概要
2022年1月31日17時29分、飛行教導群所属のF-15DJ、32-8083号機（以降「事故機」とする。）は、2機編隊の2番機として、レーダー・トレール隊形で小松基地を離陸。
17時30分、事故機は1番機に対し「ネガティブ・タイドオン」と無線送信。その後1番機が事故機に対して高度計規正の指示を送信したところ、通常あるべき返答はなかった。以降、事故機は通信途絶、及び基地西北西約5 km付近の洋上で小松管制隊のレーダーから航跡消失。
管制官はオレンジ色の発光を確認、無線で呼び掛けたが応答はなく、17時50分以降、航空自衛隊による捜索救難活動開始、19時10分ごろ、小松救難隊のUH-60J救難ヘリコプターが浮遊物を発見、19時25分頃、救難機が浮遊物を回収、20時40分頃、回収した浮遊物の特徴的なトラ柄デザインから事故機のものと断定、墜落と推定された。現場海域を航行する船への被害は確認されておらず、前席の飛行教導群司令　田中公司1等空佐と後席の植田竜生1等空尉が行方不明となった。
乗員が脱出した際に発信される救難信号は確認されていない。金沢海上保安部によると、レーダーから消えたのと同じころ、加賀市の橋立漁港付近にいた男性から「海上で赤い光を見た」と118番通報があった。そのほかにも、海上での火柱、赤い光、煙などの目撃情報が相次いだ。
2月11日、航空自衛隊は、消息を絶った機体の一部が海中で発見され、事故機は海中に墜落したと判断したことを明らかにした。レーダー反応が消えた周辺の海底に沈んでいるのを海上自衛隊の艦艇が発見したもので、水平尾翼の一部などを回収する一方、海中に垂直尾翼が残されており、民間業者のサルベージ船に依頼し、2月14日以降に引き揚げて原因究明を進めるとした。
2月11日、海上自衛隊の捜索により現場海域で遺体の一部が発見され、搭乗員の1人であると特定された。
2月13日、もう1人の遺体が発見された。これにより搭乗員両名の殉職が確定した。のちに防衛省から発表された報告書によって11日に後席操縦者、13日に前席操縦者が発見されていたと判明した。
2月14日、空自の委託を受けた民間業者のサルベージ船が現場海域に到着。機体の引き揚げ作業は計3隻で行い、数日かかる見通し。2月15日に機体の引き揚げ作業を本格化したが、天候の悪化により同日9時ごろに一時作業を中断し、金沢港に入港した。
2月16日、フライトレコーダーの位置を知らせる発信機（ウォーターロケータービーコン）が海中にあると確認された。政府関係者によれば、発信機はこれまでに発見された垂直尾翼付近で確認された。小松市が、同市日末町の「ふれあい健康広場」内にある休憩所「ファミリーセンター」に献花台を設けた。
2月17日、井筒空幕長は、「発信機（ウォーターロケータービーコン）を引き揚げたものの、フライトレコーダーは分離しており見つかっておらず、捜索を続ける」旨を発表した。
2月19日、サルベージ船が現場海域で機体引き揚げ作業を再開、事故機の垂直尾翼の一部を回収。小松基地が献花の受け付けを開始。引き揚げられた垂直尾翼は20日に金沢港に運ばれ、他船に移載された後21日には空自による垂直尾翼の調査が実施された後、22日に小松基地へ移送され、以後は航空幕僚監部航空事故調査委員会が事故原因の究明を進めるとした。
2月25日、空自がフライトレコーダーを回収したことを発表。エンジン2基についても引き揚げが行われた。フライトレコーダーは空自が解析を進めるとし、周囲で発見されたエンジン排気口の一部や機体中央胴体の引き揚げも順次実施される予定とした。
3月1日、小松基地所属のF-15に対する特別点検が完了。搭乗員に対し、機体姿勢を錯覚してしまう「空間識失調（バーティゴ）」への対応を含めた安全教育が完了。
3月3日、石引司令が小松市役所を訪れ、関係先に訓練再開の意向を伝えた。訓練は昼間飛行訓練から再開し、応用的な訓練を終え次第夜間訓練に移行、特に夜間訓練については最新の気象状況も考慮して実施を判断する。全F-15の点検において不具合がなかったことから、事故について機体共通の原因ではなく、事故機特有の何かしらの物的・人的な原因があったと判断しているとし、その内容としては空間識失調、機体の故障、何らかのトラブルによる機体の異常姿勢などが考えられるとした。後日の調査結果報告では、機体に共通する原因は無かったと結論付けられた。
3月11日、小松基地におけるF-15の飛行訓練が再開。8時から17時までに延べ25機が離陸。飛行訓練を行ったのは、小松基地に所属する303飛行隊と306飛行隊所属機のみで、飛行教導群の機体は飛行しなかった。これに対し、小松基地爆音訴訟連絡会などが抗議声明を発表。
3月12日、小松基地において、田中1佐と植田1尉の葬送式が行われた。空自は事故当日の1月31日付で田中1佐を空将補に、植田1尉を3等空佐へ特別昇任とした。
6月2日、防衛省は、フライトレコーダー解析や機体調査の結果、人が平衡感覚を失う「空間識失調（くうかんしきしっちょう）」に陥り、異常に気づくのが遅れた可能性が高いとの調査結果を公表した。
この事故は航空自衛隊にとって通算11機目（F-15J (航空機)#喪失事故参照）のF-15墜落事故（DJ型としては4機目）となり、喪失機としては通算12機目となった。
また、過去の事故では離陸後まもなく墜落した事例はない。
各記載事項の詳細は、「#経過」を参照。

## 事故原因と対策
以下に記載する事故原因と推定される事故機の状況は、空自の事故調査委員会がフライトレコーダーと機体の事故調査を行ったうえで導き出したものである。

### 事故原因
小松基地を離陸後、雲中での上昇旋回中に搭乗員が空間識失調に入り、事故機の右ロールが大きくなると共に徐々に機首下げ姿勢となり、高度が急速に下がっていることに対する認識が遅れ、墜落直前になって状況に気付いて回復操作を行ったものの間に合わず、墜落に至ったものと推定。
搭乗員の状況認識が遅れた主な要因として、事故当時の気象・天象条件及び離陸直後の姿勢や推力の変更操作等の影響を受け、空間識失調の状態にあった可能性が高く、加えて1番機を捕捉するためのレーダー操作等に意識を集中させていたため、回復操作が行われるまで事故機の姿勢を認識していなかった可能性がある。

### 推定される事故機の状況
当日の雲頂（雲の最上部の高度）は800 m、シーリング（雲底）は150 mであった。このため、編隊は離陸直後から雲中飛行の状態に入り、事故機が「ネガティブ・タイドオン」を報告。その後、搭乗員が空間識失調に入ったとみられ、墜落約19秒前～11秒前にかけて、ロール角が正しい角度である右50度から徐々に増加し右81度となり、機首の姿勢角も正しい角度である上げ14度から徐々に減少し上げ1度となった。このことにより、墜落約11秒前には高度が低下し始めた（最高高度は約650 m）。事故機は状況を認識できないまま降下を続け、墜落4秒前にはロール角が右90度、機首の姿勢角が下げ20度となった。事故機はそのまま雲底を抜け、墜落約2秒前に搭乗員が状況を認識したとみられ、異常姿勢からの回復操作を実施した。回復操作においては、約2秒間にロール角が右90度から右31度へ、機首の姿勢角も下げ25度から上げ3度となり、垂直荷重8 Gがかかる急激で機敏な操作が行われたが、回復できずにその姿勢のまま海面に激突したと推定される。

### 再発防止策
空間識失調に関する教育・訓練の強化、基本計器飛行の確実な履行（レーダー・トレール隊形時の計器飛行を含む）、コックピット・リソースの適時適切な活用に関する教育・訓練の強化。常姿勢の継続を検知する又は地表等との衝突を予想し、警報等により操縦者の認知を回復、又は機体が自動的に衝突を回避するシステムの調査研究と当該システムの適時適切な搭載。

## 経過
特に記載のないものは、全て2022年である。

### 1月31日
17時30分頃、事故機は他機と合わせて計4機で戦闘訓練に向かう予定で小松基地を離陸後、基地西北西約5 km付近の洋上で小松管制隊のレーダーから航跡消失。
管制官はオレンジ色の発光を確認、無線で呼び掛けたが応答はなく、17時50分以降、航空自衛隊による捜索救難活動開始、19時10分ごろ、小松救難隊のUH-60J救難ヘリコプターが浮遊物を発見、19時25分ごろ、浮遊物（航空機の外板等の一部）を回収、20時20分ごろ、浮遊物（救命装備品の一部）を回収、20時40分ごろ、回収した浮遊物を、特徴的なトラ柄のデザインから当該機のものと断定し、墜落と推定された。現場海域を航行する船への被害は確認されておらず、搭乗員の田中公司1佐（飛行教導群司令、前席）と植田竜生1尉（後席）が行方不明となった。
海上保安庁第9管区海上保安本部は巡視船「はくさん」、巡視艇 「かがゆき」、巡視艇「あさぎり」を現場付近の海域に出動させ、捜索を行った。
乗員が脱出した際に発信される救難信号は確認されていない。金沢海上保安部によると、レーダーから消えたのと同じころ、加賀市の橋立漁港付近にいた男性から「海上で赤い光を見た」と118番通報があった。そのほかにも、海上での火柱、赤い光、煙などの目撃情報が相次いだ。捜索は夜通しで行われ、小松基地の石引大吾司令は「住民の皆さまに心配をお掛けし、申し訳なく思っています。航空機がレーダーから消失しており、全力で捜索にあたっております。操縦者を早期に発見し、救助したいと考えています」とのコメントを出した。

### 2月1日
空自の事故調査委員会が現地入り。
現場海域に近い小松市、加賀市の海岸では自衛隊や警察による陸上での捜索が始まり、小松基地の隊員は午前8時ごろから、海岸線を歩いて漂着物や海面の痕跡を調べた。捜索には海上自衛隊のヘリコプター搭載護衛艦「ひゅうが」、護衛艦「せんだい」、ミサイル艇「うみたか」、水中処分母船1号型「YDT-01」やUP-3D 多用機、SH-60K 哨戒ヘリコプター、金沢海上保安部の巡視船も加わった。
岸信夫 防衛相は閣議後会見で「事故原因についてしっかりと調査し、地元の方々に説明を尽くしていきたい」と述べた。井筒俊司 航空幕僚長は「空自の全航空機について飛行前後に入念な点検をすることや、全ての操縦者に緊急時の教育を徹底するよう指示した」ことを明らかにし、「全国の基地に配備しているF-15については、飛行停止は予定していない」「被害状況の情報収集に努めるとともに、行方不明となっている2人の救出に全力を尽くす」と述べ、「基地周辺の皆さまをはじめ多大なご心配をおかけし、おわび申し上げる」と陳謝した。石川県の谷本正憲知事は県議会本会議で「県民に多大な不安を与えたことは誠に遺憾だ」と表明。岸信夫防衛相の発言に「住民は納得するのか。これからも市街地上空を飛ぶことはあり得る」と反論した。小松基地は「迷惑を掛けてしまい、申し訳ない」と周辺の漁業協同組合に謝罪した。小松市の県漁業協同組合小松支所には、小松基地から「漁中に網に機体の残骸などが引っ掛かった際には、一報いただきたい」との連絡があった。1日は同支所の刺し網漁の解禁日だったが、悪天候が予想され出漁しなかった。加賀市の県漁協加賀支所の参事は「自衛隊や海上保安庁から要請があれば、漁船で応援できないか協議する」と話した。
小松市の宮橋勝栄市長は「基地は隊員の捜索に全力を挙げている。市としても、無事の帰還を願っている」「今回の事故発生に関しては遺憾に思う」とし、事故原因の徹底究明を望み、その上で「飛行の安全安心があってこその基地と共存共栄。どの機種であっても安全安心は最優先事項だ」とし、F-15の訓練を見合わせるよう電話で要請した。谷本知事、能美市の井出敏朗市長、加賀市の柴田義徳総務部長も飛行停止を申し入れた。小松基地は、当面の間飛行訓練を見合わせること、ただし領空侵犯の恐れがある外国機に対応する対領空侵犯措置の緊急発進（スクランブル）の任務による飛行は継続する旨を小松市に伝えた。

### 2月2日
捜索部隊は、2夜連続で夜通し乗員2人の手掛かりを捜した。捜索兵力として掃海艇「うくしま」、MCH-101 掃海・輸送ヘリコプター、も参加し、洋上の捜索で、新たに垂直尾翼の一部とみられる部品が見つかった。これまでに機体の外板や救命装備品の一部も見つかっており、空自は機体がレーダーから消えた地点を中心に2人の行方を捜した。
岸防衛相は、ロシア海軍の哨戒機「Il-38」2機が日本海を長距離飛行し、空自の戦闘機を緊急発進（スクランブル）させて監視したとし、小松基地ではF-15が緊急発進したが、「ロシア機が情報収集を行った可能性があるが、飛行目的について確たることを申し上げるのは差し控える」「どの部隊が対応したかは差し控える」と述べた。
石引司令は小松市役所で宮橋市長に「このたびは基地周辺の自治体および住民の皆様に多大なご心配とご迷惑をおかけしまして大変申し訳ありません」と頭を下げ、事故が起きたことを直接謝罪し、乗員2人の捜索に全力を挙げていることや、原因の徹底究明、安全対策に万全を期すことを説明した。同じく、市議会の吉本慎太郎議長も訪ねた。石引司令は午後、石川県庁を訪れ、谷本正憲知事に謝罪と説明を行った。

### 2月3日
陸海空の各自衛隊は金沢、内灘、能登にも範囲を広げて捜索を行った。白山市石立町の海岸沿いでも隊員が能美市方面へ歩いて捜索した。海岸では機体の一部とみられる漂着物が複数発見され、徳光海岸では、四角いスポンジ状の物体3袋分と、表面が黒色の部品が回収された。3日は交代しながら24時間体制で捜索を続けるとした。陸上自衛隊金沢駐屯地の隊員約100人が新たに参加。事故発生直後から海上自衛隊のヘリコプター搭載護衛艦「ひゅうが」などが捜索に当たっていたが、潜水艦救難艦「ちはや」が参加し、ミサイル護衛艦（イージス艦）「みょうこう」も参加したとみられる。「ひゅうが」搭載のMCH-101  掃海・輸送ヘリコプターは、海中を音波で探索できるつり下げ式ソナーで機体を探し、潜水艦救難艦「ちはや」は、無人探査機を使い海中を調べた。海上保安庁は金沢海上保安部の巡視船・巡視艇 のほか、第3管区海上保安本部（横浜市）の特殊救難隊を投入した。
石引司令は加賀市役所で宮元市長に事故を謝罪した。宮元市長は「パイロット2人が一日も早く発見されることを祈っている」と伝えた。石引司令は午後に白山市、能美市、川北町の各首長を訪ね謝罪、取材に対し、「時間がたつにつれ、潮流もあるので捜索場所は広がっている。海岸線で見つかっており、散在している。小松市でも見つかっている。」と述べた。

### 2月4日
捜索は羽咋市の千里浜海岸まで範囲を北上させて行われた。岸防衛相は同日の閣議後会見で、新たに機体右側の水平尾翼、燃料配管の一部が見つかったと説明。小松市の安宅海岸ではスポンジ状の物体などが回収された。乗員2人は依然として行方不明で、海自はミサイル護衛艦「みょうこう」なども投入して洋上・海中を捜索、潜水艦救難艦「ちはや」は海中の捜索を実施。海保の巡視船なども捜索に当たった。陸自は海岸線を捜索した。
岸防衛相は閣議後会見で、新たに機体右側の水平尾翼や燃料配管の一部が見つかったと明らかにし、「発生から72時間以上経過したが、引き続き行方不明となっている2人の人命救助に全力を尽くす」「厳しい天候条件の下、一刻も早く発見できるように進めている」と強調した。
小松基地周辺105町内会でつくる小松飛行場周辺整備協議会は、近畿中部防衛局と同基地に対し、安全確保と原因究明までの飛行訓練中止を求めた。

### 2月5日
捜索は市内に波浪警報・注意報が出される厳しい気象条件の下も続行され、陸海空の自衛隊は引き続き、安宅海岸から羽咋市の千里浜海岸までの範囲に広げて手掛かりを捜し、海岸線では小松基地の隊員が横殴りの風雪にさらされながら漂着物を捜索した。陸自金沢駐屯地は隊員約50人を海岸線に派遣、海自のミサイル護衛艦「みょうこう」、潜水艦救難艦「ちはや」などは、海上保安庁の巡視艇「かがゆき」とともに洋上や海中の捜索に当たった。
航空幕僚監部の広報担当者は「現地は悪天候のためヘリコプターの運用に影響があるが、捜索は継続する」とした。

### 2月7日
小松市や白山市などの海岸線で捜索が続けられ、空自のヘリコプターは上空から、海上自衛隊の潜水艦救難艦「ちはや」などは洋上や海中の捜索を行った。

### 2月8日
捜索が続けられ、羽咋市の千里浜海岸や加賀市の新保海岸では、小松基地の隊員が捜索を行った。
岸防衛相は閣議後会見で、搭乗員2人は依然として行方不明であるとし、「引き続き人命救助に全力を尽くすとともに機体の捜索に努める」と述べ、航空幕僚監部の航空事故調査委員会が事故原因の究明にあたっているとした。
防衛省は、自民党本部で開かれた党国防部会・安全保障調査会の合同会議で捜索状況を説明し、F-15が墜落したとみられる先月31日から7日までに隊員延べ1229人を動員し、航空機・ヘリは同64機、艦艇・巡視船は同39隻投入したと発表した。出席議員からは「整備不足や部品不足が根底にあるのではないか」と、整備予算の拡充を求める声が上がった。
小松基地爆音訴訟連絡会や石川県平和運動センターなど6団体は、小松基地と小松市に対し、原因が究明されるまでF-15の飛行訓練や緊急発進（スクランブル）を中止するよう要請した。

### 2月9日
捜索は引き続き加賀市の海岸などで行われ、空自入間基地の隊員も捜索に加わり、加賀市の片野海岸から塩屋海岸にかけ、網や双眼鏡を手に機体の残骸が漂着していないか調べた。

### 2月10日
井筒空幕長は定例記者会見で、消息を絶った機体の一部が海中で発見され、事故機は海中に墜落したと判断したことを明らかにした。機体の外板やブレーキ、排気口や水平尾翼などのほか、機体番号や部隊マークが入った垂直尾翼とその周辺部分が、レーダー反応が消えた周辺の海底に沈んでいるのを海上自衛隊の艦艇が発見したもので、現場水深は100メートル弱。水平尾翼の一部などを回収する一方、海中に垂直尾翼が残されており、民間業者のサルベージ船に依頼し、来週にも引き揚げて原因究明を進めるとしている。操縦席やフライトレコーダーは見つからず、捜索は海上自衛隊の掃海艇なども投入し続行された。

### 2月11日
現場海域で遺体の一部が発見された。海上自衛隊の隊員が潜水して捜索している際に発見したもので、一度海自艦艇に収容し、小松基地まで移送した。遺体は損傷が激しく、身元の特定には時間がかかるものの、搭乗員かどうか確認作業が行われる。これを受け、石川県漁協加賀支所、同小松支所は12日にF-15の捜索海域で予定していた刺し網漁を中止した。これは小松基地からの自粛要請に応じたもの。

### 2月13日
2月11日に発見された遺体について、搭乗員の1人であると特定された。事故調査への影響を理由に、2人のどちらであるかは明らかにしておらず、もう1人の捜索を続けるとした。海底で見つかった機体部品等の引き揚げについては、2月14日以降に実施する方針であると発表された。
海上自衛隊が現場海域でもう一人の遺体を発見。一度海自艦艇に収容し、小松基地まで移送した。これにより、搭乗員両名の殉職が確定した。

### 2月14日
空自の委託を受けた民間業者のサルベージ船が現場海域に到着、現場海域の状況を確認した。機体の引き揚げ作業はクレーンを備えた船、ソナーを備えた船、引き揚げた部品を積載する船の計3隻で行い、数日かかる見通し。
搭乗員殉職の報を受け、各方面からコメントが出された。
井筒空幕長は「優秀な操縦者2人を亡くしたことは痛恨の極み」、石引司令は「ご冥福を心よりお祈りするとともに、ご家族にお悔やみを申し上げる。航空事故調査による原因究明の内容を踏まえ、同種事故の防止に努め、飛行の安全に万全を期していく」、谷本知事は「家族、同僚に心よりお悔やみを申し上げる。小松基地には早急に原因を究明し、速やかに十分な安全対策を講じてもらいたい」、宮橋市長は「無事の帰還がかなわず、痛恨の極みだ。国防や災害のために昼夜を問わず、身をていして第一線で活動されていた。国の存立を担っていただいたことに敬意を表する」と発表。
基地周辺105町内会でつくる小松飛行場周辺整備協議会長は「機体は買えても命は買えない。優秀な操縦士を失ったのは国の損失だ」、小松基地の友好団体「ハイフライト友の会」会長は、「遺体が見つからなければ、無人島にでも流れ着いて生活しているんだろうと思い続けていればよかったが、（亡くなったことが）現実になり、つらい」、飛行教導群の協力会「アグレス会」会長は、「ご家族の元に戻ってきたのは何よりだが、残念だ。今後も会としてしっかり支援していきたい」、小松基地騒音訴訟原告団長は「操縦士は空の防人であり、命を懸けて国を守ってくれている。国の宝だ」としたうえで、離陸後すぐに海側に旋回する飛行方式の見直しを求めた。
脚本家の野木亜紀子はTwitterにて、「航空自衛隊　田中公司一等空佐と植田竜生一等空尉のご冥福を心よりお祈りします」「田中JOE元ブルー隊長には空飛ぶ広報室でお世話になり最終話で出演もしてもらいました。ありがとうございました。陽気なお人柄でした。悲しい。」と綴った。田中1佐は有川ひろ原作、野木脚本で2013年にTBS日曜劇場として放送された「空飛ぶ広報室」に出演していた。

### 2月15日
サルベージ船が機体の引き揚げ作業を本格化。しかし、天候の悪化により同日9時ごろに一時作業を中断し、金沢港に入港した。
海岸では、自衛隊員による破片等の捜索が続けられた。
岸防衛相は記者会見で、搭乗員2人の遺体が見つかったことについて、「痛恨の極みだ。謹んで哀悼の意をささげるとともに、ご家族の皆さまに対し心よりお悔やみを申し上げる」と述べ、原因究明と再発防止に取り組む考えを示した。

### 2月16日
フライトレコーダーの位置を知らせる発信機（ウォーターロケータービーコン）が海中にあると確認された。通常、フライトレコーダーと発信機は一体化しており、レコーダーが回収できれば、事故原因の解明が進展する可能性が高まる。政府関係者によれば、発信機はこれまでに発見された垂直尾翼付近で確認されたという。
荒天のため機体の引き揚げ作業は行われなかった。
小松市が、同市日末町の「ふれあい健康広場」内にある休憩所「ファミリーセンター」に献花台を設けた。献花台は23日まで9時～16時の間設置される。同施設は墜落現場を望む海岸から近い。宮橋市長、吉本慎太郎市議会議長、広場管理者である岸グリーンサービスの社長、「小松基地友の会」などが献花した。宮橋市長は「2人を慕い、いてもたってもいられない気持ちの方も多いと思う。感謝や冥福を祈る場として、市ができることがないかと考え設置した」「これまで国の存立を担っていただいたことに感謝し、心からのご冥福を祈った」と話した。

### 2月17日
井筒空幕長は、「発信機（ウォーターロケータービーコン）を引き揚げたものの、フライトレコーダーは分離しており見つかっておらず、捜索を続ける」旨を発表した。

### 2月19日
サルベージ船が7時ごろから現場海域で機体引き揚げ作業を再開。15日の中止以来、4日ぶりの作業となり、機体の一部を回収した。当該回収物は、飛行教導群の部隊マーク（コブラ）とトラ柄の塗装から、事故機の垂直尾翼の一部と思われる。現場には、まだ水平尾翼などの部品が沈んでおり、引き揚げ作業は以後も継続して実施される。
新保海岸では自衛隊員が漂着物の捜索を行った。
小松基地が献花の受け付けを開始。献花は正門脇の面会室で10時～15時に受け付け、室内には殉職した田中1佐と植田1尉が使っていたヘルメット（事故時に着用していたのとは別のもの）が飾られている。

### 2月20日
19日に引き揚げられた垂直尾翼は金沢港に運ばれ、他船に移載された。

### 2月21日
金沢港の船上で、空自による垂直尾翼の調査が実施された。

### 2月22日
引き揚げられた垂直尾翼が、金沢港に停泊する船から小松基地へ移送された。移送は空自のトレーラーにより実施され、以後は航空幕僚監部航空事故調査委員会が事故原因の究明を進める。

### 2月23日
市民からの声でふれあい健康広場内のファミリーセンターに設けられた献花台が最終日を迎えた。献花された花は約500束を超えるまでになり、受付終了後もそれに間に合わなかった人が供えたとみられる花束が建物の外に置かれるなどした。。

### 2月25日
空自が行方不明になっていたフライトレコーダーを回収したことを発表。民間サルベージ会社による現場付近での作業において発見されたもので、エンジン2基についても引き揚げが行われた。フライトレコーダーについては、空自が解析を進めるとしている。周囲ではその他にもエンジン排気口の一部や機体中央胴体が発見されており、これらの引き揚げも順次実施される予定。

### 3月1日
空自は事故後、全てのF-15に特別な点検を実施していたが、小松基地所属機に対する同点検が完了。搭乗員（パイロット）に対しては、機体姿勢を錯覚してしまう「空間識失調（バーティゴ）」への対応を含めた安全教育が完了。

### 3月3日
石引司令が小松市役所を訪れ、宮橋市長、市議会、基地周辺105町内会でつくる小松飛行場周辺整備協議会に対し、「事故原因の究明には時間がかかるものの、国際情勢を考慮し、訓練が必要」「小松基地はわが国防衛の要衝であり、現下の国際情勢やわが国周辺の安全保障環境を踏まえれば待ったなしの状況だ」「徹底した飛行安全の確保を約束する」などと訓練再開の意向を伝えた。訓練は昼間飛行訓練から再開し、応用的な訓練を終え次第夜間訓練に移行するものとし、特に夜間訓練については最新の気象状況も考慮して実施を判断するとした。宮橋市長は「議会や周辺協の意見を聴き、適切に判断する」とした。
また、石引司令は空幕の事故調査委員会が事故原因究明を進めているとした上で、全F-15の点検において不具合がなかったことから、事故について機体共通の原因ではなく、事故機特有の何かしらの物的・人的な原因があったと判断しているとし、その内容としては空間識失調、機体の故障、何らかのトラブルによる機体の異常姿勢などが考えられるとした。

### 3月11日
小松基地におけるF-15の飛行訓練が再開。8時から17時までに延べ25機が離陸した。飛行訓練を行ったのは、小松基地に所属する303飛行隊と306飛行隊所属機のみで、飛行教導群の機体は飛行しなかった。これに対し、小松基地爆音訴訟連絡会などが抗議声明を発表した。

### 3月12日
小松基地において、2名の葬送式が行われた。空自は事故当日の1月31日付で田中1佐を空将補に、植田1尉を3等空佐に特別昇任とした。

### 6月2日
防衛省は、2人が平衡感覚を失う「空間識失調（くうかんしきしっちょう）」に陥り、異常に気づくのが遅れた可能性が高いとの調査結果を公表。機体に不具合はなく、人為的な原因で墜落したと判断した。
調査結果によると、事故機は離陸直後に雲に入って上昇中、大きく右に傾き徐々に機首が下がった姿勢となった。
その後、高度約650メートルから急速に低下し、高度約150メートルで回復操作をしたが間に合わず墜落したと推定した。

## 捜索部隊・地元協力
同年1月31日から2月7日までに航空自衛隊のU-125A 救難捜索機、UH-60J救難ヘリコプター、海上自衛隊のヘリコプター搭載護衛艦「ひゅうが」、ミサイル護衛艦「みょうこう」、護衛艦「せんだい」、ミサイル艇「うみたか」、潜水艦救難艦「ちはや」、掃海艇「うくしま」、水中処分母船1号型「YDT-01」、UP-3D  多用機、MCH-101  掃海・輸送ヘリコプター、SH-60K 哨戒ヘリコプター、海上保安庁の巡視船「はくさん」、巡視艇 「かがゆき」、巡視艇「あさぎり」のほか、小松基地と陸上自衛隊金沢駐屯地からそれぞれ派出された地上捜索部隊も捜索に参加（報道等で明確に公開されているもののみ。このほかにも複数の自衛艦の参加がAIS情報等により確認されている）。捜索に動員した隊員は延べ1229人で、航空機・ヘリは64機、艦艇・巡視船は39隻を投入した。
また、地元消防局や警察が業務の傍ら海岸を巡回しており、小松市消防長や小松署副署長から協力を惜しまない旨の発言もあった。さらに、小松基地OBや地元住民などの自主的な捜索も行われたり、地元漁師も自衛隊側と漁場と捜索範囲の情報共有をしつつ、手がかりを見つければ報告したいなどと話しており、地元ぐるみでの捜索機運が高まっているが、機体の残骸は鋭利な部分があり、素手で触るとけがをしかねず、さらに残骸も戦闘機の一部であることから軍事機密に当たる可能性があり、外部流出も懸念される。このため、小松基地は残骸などを見つけた場合は触らずに基地などに連絡するよう呼び掛けている。

## 影響
事故後から2022年3月10日までの間、小松基地におけるF-15の飛行訓練が中止された。ただし領空侵犯の恐れがある外国機に対応する対領空侵犯措置の緊急発進（スクランブル）の任務による飛行は継続していた。
2月11日に現場海域で遺体の一部が見つかったことを受け、石川県漁協加賀支所、同小松支所は12日にF-15の捜索海域で予定していた刺し網漁を中止した。これは小松基地からの自粛要請に応じたもの。